# Pilotes du Saint-Laurent
Pour les articles homonymes, voir Saint-Laurent.
Les pilotes du Saint-Laurent sont des marins ayant la charge de guider les navires sur le fleuve Saint-Laurent afin d'assurer leur sécurité de navigation sur un fleuve connu pour sa complexité et ses dangers.

## Historique
Le pilotage sur le fleuve Saint-Laurent remonte à la Nouvelle-France, alors que les autorités coloniales ont rapidement reconnu la nécessité de guides expérimentés pour aider les navires à naviguer dans les eaux du fleuve. Bien qu'aucun document ne permette d'établir de façon probante qui fut le tout premier pilote du Saint-Laurent, on prétend qu'Abraham Martin, de Québec, aurait été le premier « pilote royal » ou pilote du roi,. Sa nomination daterait du 28 décembre 1647, soit deux ans après avoir reçu une concession de terre à l'extérieur de la ville de Québec, aujourd'hui connue sous le nom de Plaines d'Abraham. En 1696, le gouverneur Frontenac fait nommer Louis Joliette professeur d'hydrographie.
Avec l'arrivée du régime britannique en 1760, le pilotage devient plus strictement encadré. Diverses lois sont mises en place afin de réglementer l'accès à la profession et d'établir des normes pour la sécurité de la navigation. Dès le XVIIIe siècle, des stations de pilotage sont établies à l'Île du Bic et à l'Île Verte pour assurer l'embarquement des pilotes.
En 1805, la Maison de la Trinité de Québec est créée pour réguler le pilotage et améliorer la navigation sur le fleuve, notamment par la mise en place de bouées et phares. En 1860, les pilotes du Saint-Laurent se regroupent sous la Corporation des pilotes pour le Havre de Québec et au-dessous, première organisation officielle des pilotes au Canada. En 1960, cette corporation est remplacée, pour le secteur du Bas-Saint-Laurent, par la Corporation des pilotes du Bas-Saint-Laurent, qui poursuit la mission de ses prédécesseurs. Cette organisation est l'une des deux corporations de pilotage opérant sur le secteur est du Saint-Laurent, aux côtés de la Corporation des Pilotes du Saint-Laurent Central,.

## Rôle et réglementation
La navigation sur le fleuve Saint-Laurent est encadrée par la Loi sur le pilotage, qui impose l'obligation pour les navires d'une certaine taille d'avoir un pilote à bord. Cette obligation concerne les navires étrangers de plus de 115 pieds et les navires canadiens de plus de 70 mètres.

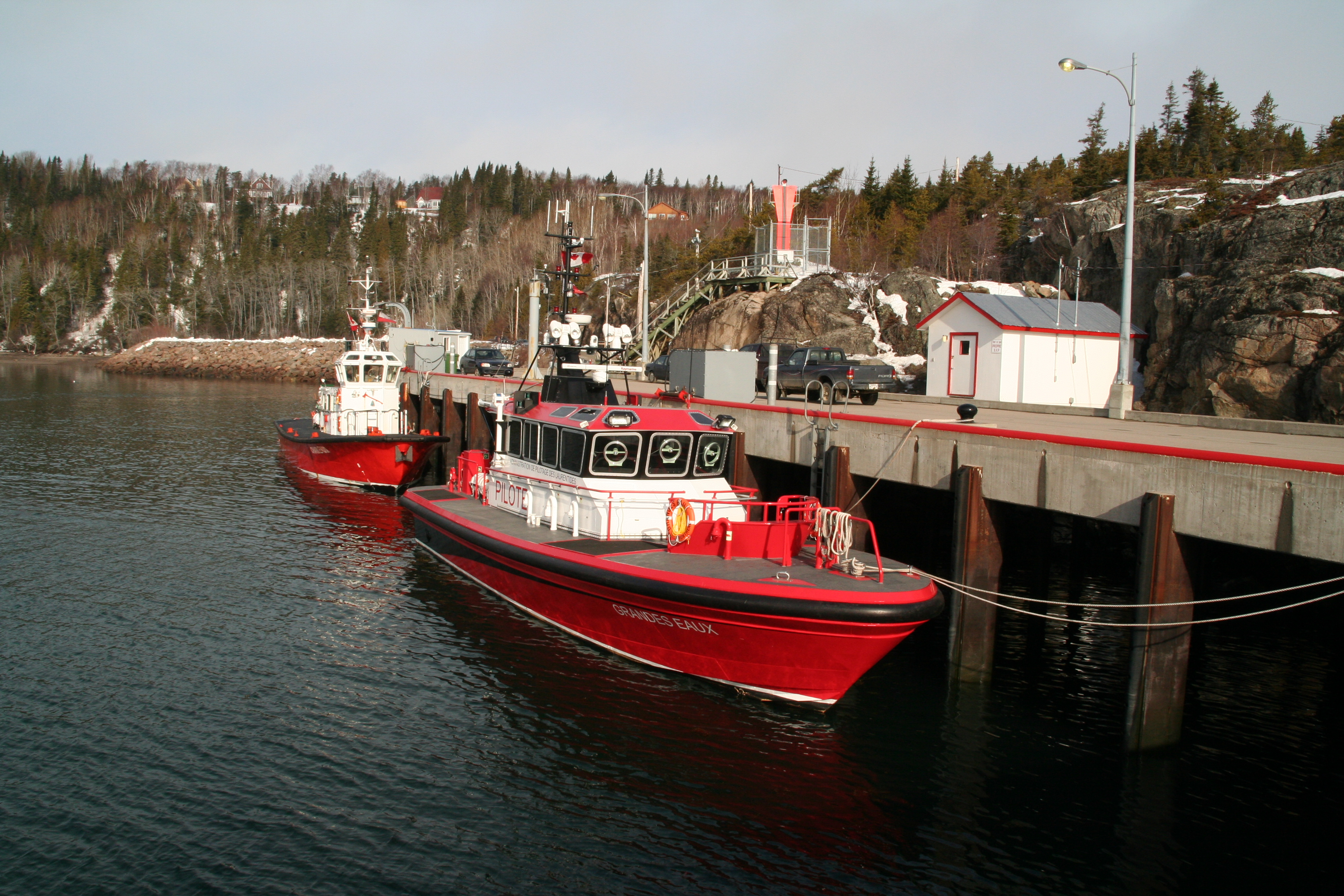
Bateaux au quai des pilotes de la Corporation des pilotes du Bas-Saint-Laurent aux Escoumins

Les pilotes du Saint-Laurent se répartissent le fleuve en trois zones principales, :
- Les Escoumins-Québec, assuré par la Corporation des pilotes du Bas Saint-Laurent;
- Québec-Trois-Rivières, sous la responsabilité de la Corporation des pilotes du Saint-Laurent central;
- Trois-Rivières-Montréal, également couvert par la Corporation des pilotes du Saint-Laurent central.

Un quatrième groupe prend en charge la navigation entre Montréal et les Grands Lacs, franchissant 15 écluses jusqu'à la voie maritime du Saint-Laurent.
Les pilotes doivent connaître précisément les particularités du fleuve, incluant les courants, hauts-fonds, marées et conditions météorologiques, qui rendent la navigation difficile et parfois imprévisible,.

## Formation et compétences
Les pilotes du Saint-Laurent sont généralement formés à l'Institut maritime du Québec et doivent suivre une formation spécialisée. Ils doivent obtenir un brevet d'officier de navigation et accumuler plusieurs années d'expérience avant de pouvoir devenir apprentis-pilotes,.
La formation inclut une connaissance approfondie du fleuve, des marées, des courants, des instruments de navigation, ainsi qu'une formation pratique sur divers types de navires. Un simulateur de navigation a été acquis en 2005 afin de perfectionner la formation des pilotes en les exposant à des conditions de navigation simulées.
L'apprentissage du pilotage était autrefois plus long et exigeant. Au XIXe siècle, les apprentis devaient effectuer plusieurs voyages sur des navires transatlantiques et passer un examen rigoureux avant d'obtenir leur brevet. Ils devaient aussi connaître par cœur les repères visuels du fleuve, qui étaient utilisés bien avant les aides à la navigation modernes.
Une fois breveté, un pilote doit encore accumuler de nombreuses années d'expérience avant d'obtenir un brevet de classe A, lui permettant de piloter tous les types de navires sur le Saint-Laurent.